# Blancova chlormethylace
Blancova chlormethylace (též nazývaná Blancova reakce) je reakce aromatických sloučenin s formaldehydem a chlorovodíkem katalyzovaná chloridem zinečnatým nebo jinou Lewisovou kyselinou, při níž vznikají chlormethylované areny. Objevil ji roku 1923 Gustave Louis Blanc. Při této reakci, podobně jako u většiny chlormethylací, vzniká vysoce karcinogenní vedlejší produkt, bis(chlormethyl)ether.

## Mechanismus a varianty
Reakce probíhá v kyselém prostředí za přítomnosti chloridu zinečnatého jako katalyzátoru. Nejprve dochází k protonaci karbonylové skupiny formaldehydu, což vede ke zvýšení její elektrofility. Aldehyd je následně atakován aromatickým π elektronem a poté dojde k rearomatizaci benzenového kruhu. Vzniklý benzylalkohol se následně rychle přemění na chlorid.
Dalšími elektrofily, které se mohou vytvořit v přítomnosti chloridu zinečnatého, jsou (chlormethyl)oxoniový kation (ClH2C–OH +
2 ) a chlorkarbeniový kation (ClCH +
2 ). Tyto látky způsobují, že deaktivované substráty odolné vůči Friedelovým–Craftsovým reakcím, jako acetofenon, nitrobenzen a p-chlornitrobenzen vykazují při podmínkách chlormethylace jen omezenou reaktivitu. Deaktivované substráty lépe reagují chlormethylmethyletheru v 60% kyselině sírové.
Vysoce aktivované aromatické sloučeniny jako fenoly a aniliny nejsou vhodnými substráty, jelikož u nich také probíhá nekontrolovatelná Friedelova–Craftsova alkylace a často dochází k tvorbě diarylmethanů.
I když je tato reakce velmi účinná, tak pro průmyslové využití není kvůli vytváření malých množství karcinogenního bis(chlormethyl)etheru vhodná.
Byly také popsány obdobné fluormethylace, brommethylace a jodmethylace za použití odpovídajících halogenovodíkových kyselin.

## Další chlormethylace
Chlormethylaci thiolů lze provést pomocí koncentrované kyseliny chlorovodíkové a formaldehydu:
ArSH + CH2O + HCl → ArSCH2Cl + H2O
Je rovněž možné použít vhlormethylmethylether:
ArH + CH3OCH2Cl → ArCH2Cl + CH3OH
Tento postup se využívá k chlormethylaci styrenu při výrobě iontoměničových a Merrifieldových pryskyřic.